# Patientnära ultraljud

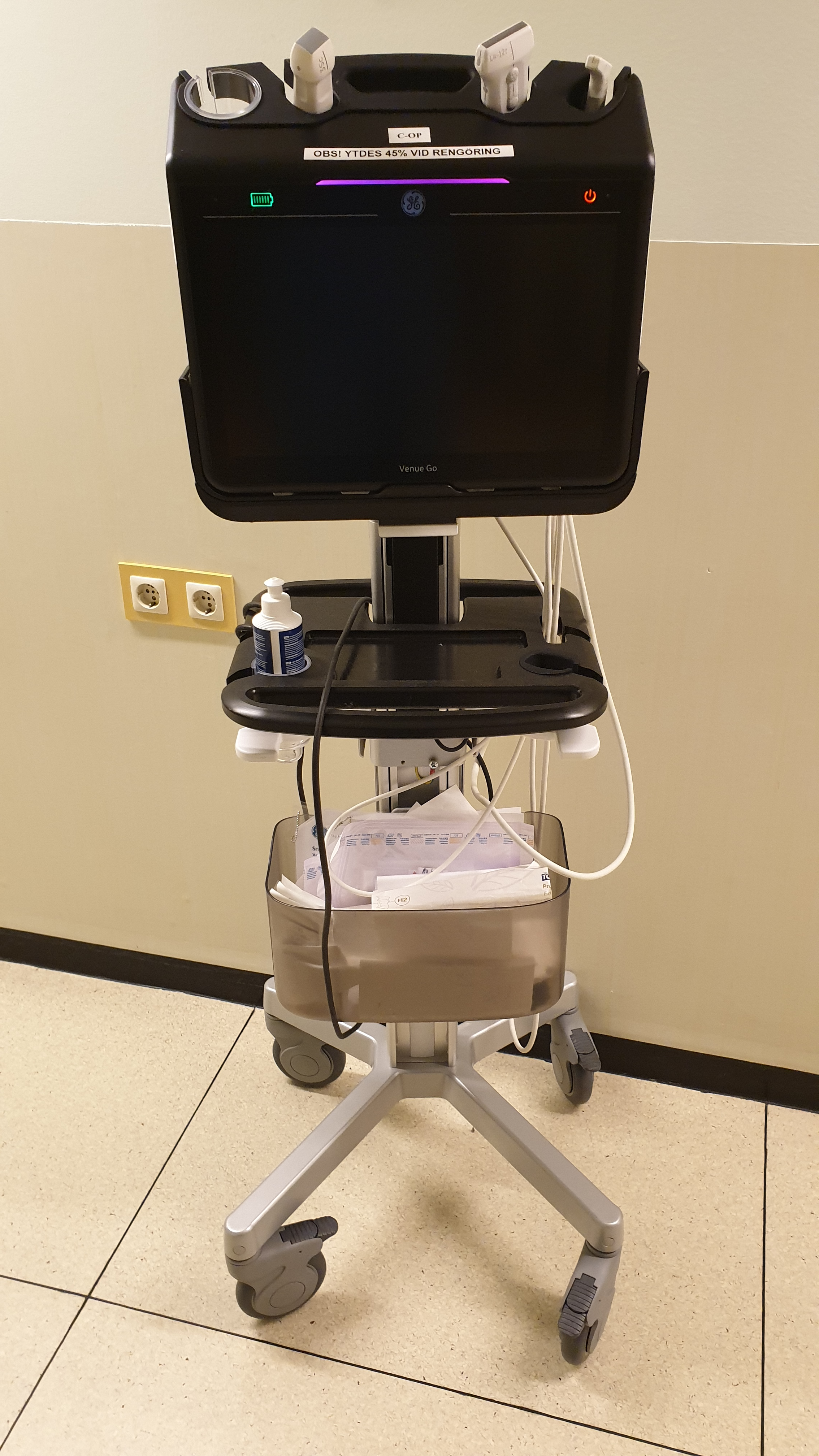
Semi-portabel konsol för patientnära ultraljud med tre olika ultraljuds-prober.

Patientnära ultraljud eller Pocus (efter engelskans: Point-of-care ultrasound) är en ultraljudsbaserad undersökningmetod som används inom flera medicinska specialiteter. Med termen patientnära ultraljud avses vanligen undersökningar med små, ibland helt handhållna system, långt mindre än traditionella ultraljudskonsoler. Begreppet kan också kopplas till spridningen av ultraljudsdiagnostik bortom dess historiska miljö, röntgenavdelningen. Metoden introducerades kring millennieskiftet och fick ökad spridning under 2010-talet.
Patientnära ultraljud användes tidigt inom akutsjukvård och har introducerats inom bland annat traumasjukvård, intensivvård, obstetrik och reumatologi. FAST-protokollet inom traumasjukvård är ett exempel på en vida etablerad och standardiserad metod anpassad för patientnära ultraljud. Eftersom teknologin är billigare än tidigare ultraljudsapparater har metoden möjliggjort tillgång till ultraljudsundersökning inom sjukvårdssystem med begränsade ekonomiska resurser.
Moderna system erbjuder åtminstone acceptabel bildkvalitet och i de allra flesta fall färgdoppler. Smartphone och surfplattebaserade lösningar som utnyttjar pekskärmens funktionalitet har blivit vanligare.

## Historia
Det första handhållna ultraljudssystemet utvecklades med stöd av DARPA 1998 för militärt bruk. År 2000 hade tre amerikanska tillverkare tagit fram egna portabla ultraljudssystem. Under de följande åren publicerades de första vetenskapliga artiklarna om patientnära ultraljud. De tidiga systemen hade många brister i form av begränsad batteritid, avsaknad av dopplermätning, begränsat lagringsutrymme och kommunicerade inte heller med röntgenavdelningarnas bildhanteringssystem. Metodens ökade spridning under åren som följde skedde parallellt med den teknologiska utvecklingen. Tillgänglighet, portabilitet och lägre kostnader påskyndade spridningen.